# Аллан Ньом
Аллан Ньом (фр. Allan Nyom, нар. 10 травня 1988, Нейї-сюр-Сен, Франція) — камерунський футболіст, захисник іспанського «Леганеса» та національної збірної Камеруну.

## Клубна кар'єра
Вихованець футбольної школи клубу «Нансі». У дорослому футболі дебютував 2005 року виступами за другу команду цього клубу, в якій провів три сезони, взявши участь у 58 матчах чемпіонату. 
Своєю грою за цю команду привернув увагу представників тренерського штабу «Арля», до складу якого приєднався 2008 року.
Влітку 2009 року уклав контракт з італійським «Удінезе», проте відразу ж був відданий в оренду до іспанської «Гранади», пов'язаної з італійським клубом партнерськими відносинами. Відтоді за шість сезонів відіграти за клуб з Гранади 208 матчів в національному чемпіонаті, причому за перші два сезони зумів з командою вийти з третього дивізіону до Ла Ліги і надалі там втриматись.
14 липня 2015 року перейшов у англійський ««Вотфорд»», що як і дві попередні команди, належив бізнесмену Джампаоло Поццо. Тут камерунець провів наступний сезон і допоміг команді зберегти прописку в Прем'єр-лізі.
31 серпня 2016 року перейшов у «Вест-Бромвіч Альбіон».

## Виступи за збірну
Вирішивши на рівні національних збірних захищати кольори своєї історичної батьківщини, 2011 року дебютував в офіційних матчах у складі збірної Камеруну. 
2 червня 2014 року головний тренер збірної Камеруну Фолькер Фінке включив Ньома до заявки команди для участі у фінальній частині чемпіонату світу 2014 у Бразилії.
Наразі провів у формі головної команди цієї африканської країни 18 матчів.